# Bakteriozy roślin
Bakteriozy roślin – choroby roślin wywołane przez bakterie.

## Infekcja
Duża część gatunków bakterii chorobotwórczych żyje w glebie, na resztkach roślin oraz w ryzosferze roślin uprawnych i chwastów. Mogą znajdować się zarówno na powierzchni nasion, jak i w ich wnętrzu, na używanych do rozmnażania roślin cebulkach, kłączach, bulwach, zrazach i sadzonkach. Atakują rośliny głównie podczas deszczowej i wietrznej pogody (także podczas deszczowania upraw). Woda jest bowiem niezbędna do infekcji, a wiatr przenosi bakterie często na duże odległości. Szczególnie podatnymi miejscami do wniknięcia bakterii do rośliny są różnego rodzaju rany. Dużą rolę w rozprzestrzenianiu bakterii odgrywają także owady, a nawet ptaki, powodujące nakłucia i inne zranienia roślin. Rany są bardzo często miejscem infekcji. Ale bakterie mogą do roślin wnikać także przez ich naturalne otwory: przetchlinki, aparaty szparkowe, hydatody oraz miejsca bez kutykuli (pylniki, miodniki).
Aby bakterie mogły dokonać infekcji, musi ich być odpowiednia ilość. Ich inokulum musi wynieść minimum 106 komórek na 1 ml. Podczas hodowli bakterii w laboratorium na sztucznych podłożach zwykle stosuje się stężenie 107–108 na 1 ml.

## Rozwój bakterii i objawy
Bakterie chorobotwórcze są endobiontami żyjącymi wewnątrz tkanek roślin. Po wniknięciu do rośliny przystosowują się do nowego siedliska. Ta faza (lag-faza) trwa 3–4 godziny. Potem rozmnażają się przez podział komórki. Dalsze podziały odbywają się w postępie geometrycznym. Ta faza (log-faza) trwa 24–78 godzin. Po tym czasie następuje wyczerpanie składników pokarmowych i duże nagromadzenie metabolitów. Jest to faza stacjonarna mogąca trwać od kilku godzin do kilku dni. Tak jest w hodowli bakterii w laboratorium na sztucznych podłożach, gdzie mają zapewnioną optymalną temperaturę. W warunkach polowych i w przechowalniach temperatury zwykle nie są dla bakterii tak optymalne i trwa to dłużej. Ostatnia jest faza zamierania, podczas której zmniejsza się ilość żywych bakterii.
Obecność bakterii chorobotwórczych może w roślinach powodować różne objawy. Wyróżnia się następujące typy bakterii:
- nekrogeny – bakterie powodujące plamistości liści i innych części roślin, zgorzele i zrakowacenia. Jest to najliczniejsza grupa gatunków
- macerogeny – bakterie powodujące zgnilizny. Bakterie zwykle powodują mokre zgnilizny
- onkogeny – bakterie powodujące narośle. Jest to nieliczna grupa gatunków[1].

## Choroby bakteryjne roślin uprawnych
Do chorób wywołanych przez bakterie na roślinach uprawnych w Polsce należą m.in.:
- bakterioza cebuli
- bakterioza lilaka
- bakterioza obwódkowa fasoli
- bakterioza pierścieniowa ziemniaka
- bakteryjna brązowa plamistość fasoli
- bakteryjna cętkowatość pomidora
- bakteryjna kanciasta plamistość liści truskawki
- bakteryjna kanciastasta plamistość ogórka
- bakteryjna karłowatość goździka
- bakteryjna nekroza rdzenia łodygi pomidora
- bakteryjna plamistość anturium
- bakteryjna plamistość liści difenbachii
- bakteryjna plamistość drzew pestkowych
- bakteryjna zaraza pelargonii
- bakteryjne czernienie plew pszenicy
- bakteryjne więdnięcie chryzantemy
- bakteryjne pękanie łodygi goździka
- czarna nóżka ziemniaka
- czarna zgnilizna kapustnych
- gnicie róż kalafiora
- guzowatość korzeni
- miękka zgnilizna roślin ozdobnych
- mokra zgnilizna bulw ziemniaka
- mokra zgnilizna warzyw
- ostra bakterioza fasoli
- parch zwykły ziemniaka
- rak bakteryjny drzew owocowych
- rak bakteryjny pomidora
- śluzak warzyw psiankowatych
- włosowatość korzeni
- zaraza ogniowa[2].

## Ochrona roślin przed bakteriami właściwymi
Chorób bakteryjnych zasadniczo nie leczy się, można tylko im zapobiegać. Jest to zadanie trudne i nie istnieje jedna skuteczna metoda. Konieczne jest działanie kompleksowe obejmujące szereg działań.
- Usuwanie z pola resztek pożniwnych, gdyż są one bardzo dobrym miejscem do przezimowania bakterii.
- Usuwanie samosiewów i dziko rosnących roślin żywicielskich dla danych bakterii.
- Gdy na polu nastąpiło porażenie upraw bakteriami zimującymi w resztkach roślinnych, konieczne jest jednoroczne lub dwuletnie zmianowanie, a gdy były to bakterie saprotroficzne dwuletnie lub dłuższe
- Przy uprawach pod osłonami należy pomiędzy uprawami dezynfekować doniczki, skrzynki, narzędzia czy robocze części maszyn. Używa się do tego celu 70% etanolu, podchlorynu sodu lub podchlorynu wapnia. Podłoże dezynfekuje się np. utrzymywaniem temperatury 80 °C przez 1 godz.
- Mateczniki i plantacje nasienne muszą być prowadzone na podłożu wolnym od bakterii.
- Porażone rośliny należy usuwać i niszczyć.
- Pole uprawne powinno być zdrenowane.
- Należy unikać nawadnianie roślin przez deszczowanie.
- Rośliny należy uprawiać w prawidłowym rozstawie, by zapewnić im odpowiednią wentylację. Należy usuwać zbędne młode pędy wybijające po cięciu.
- Nasiona, cebule, bulwy, kłącza i zrazy mogą być poddawane termoterapii zabijającej bakterie. Polega to na trzymaniu ich w ciepłej wodzie. W zależności od materiału jej temperatura wynosi 50-54 °C, a czas 5–10 min. Zamiast ciepłej wody stosuje się też parę wodną o temperaturze powyżej 50 °C przez 1 godz. lub gorące powietrze o temp. 70 °C przez 3–7 dni.
- Czasami można stosować chemiczne odkażanie materiału siewnego przy użyciu podchlorynu sodu lub wapnia lub kwasów organicznych (kwasu mlekowego lub octowego). Do odkażania nasion pomidora używa się 0,1 molowego kwasu solnego przez 1 godz.
- Dla niektórych roślin istnieją metody biologicznego zwalczania bakterii patogenicznych oparte na antagonizmie między organizmami. Agrobacterium radiobacter (szczep K8) wykazuje skuteczność do ochrony przed guzowatością korzeni wywołaną przez Agrobacterium tumifaciens. W niektórych krajach wytwarza się biopreparaty chroniące przed bakterią Erwinia amylovora. Poleca się używanie wyciągu z miąższu i pestek grejpruta i czosnku[1].

Najlepszym rozwiązaniem jest uprawa odpornych, tolerancyjnych lub przynajmniej mało podatnych kultywarów. Jednak ich uzyskanie jest bardzo trudne i udało się to tylko dla niektórych roślin i niektórych chorób. Systematycznie prowadzone badania wciąż jednak przynoszą nowe osiągnięcia w tym zakresie.